# Iszlám heraldika
Az iszlám heraldika sajátos régi eredetű jelképrendszer, mely több ponton is kapcsolódik az európai heraldikához. Korai iszlám heraldikán az egykori mameluk és török birodalom és a perzsa területek, tehát nagyjából a mai Észak-Afrika, Kis-Ázsia, Szíria, az Arab-félsziget, Irak és Irán területe értendő. A modern korban tágabb értelemben az iszlám heraldikához sorolható az iszlám országok heraldikája is.

## Az iszlám heraldika fejlődése
Több középkori szerző tesz említést megkülönböztető jelképekről, de hiányoznak a részletes adatok. Az iszlám területek régi jelképrendszere, mely a hadviselés során kapott szerepet, párhuzamba állítható a keresztes háborúk és a lovagi kultúra képi megnyilvánulásaival, de a vizsgálatot megnehezíti, hogy nem állnak rendelkezésre semmilyen dokumentumok, címerkönyvek, heraldikai szervezetek, levéltári források. Csupán egyetlen olyan írásos forrás ismert, mely néhány jelképet szóban ír le. Gazdag képi ábrázolás áll viszont rendelkezésre kőbe vésve, kerámiára festve (csempéken és edényeken), üvegen, fémtárgyakon, néha érméken és ritkán textileken is. A fémtárgyakon az ábrák szépen ki vannak dolgozva, de hiányzik a szín. A legtöbb kerámia élénk színű, de az ábrák durvák. Az ásatásokon előkerült jelképek személyhez, korhoz és időhöz kapcsolása nagy nehézségekbe ütközik. Sok szultán pajzsán látható rövid jelmondat mindenféle ábra nélkül. Ez a gyakorlat idővel egyre gyakoribb lett. Mivel az iszlám tiltotta a képi ábrázolást, heraldikai jelképeket csak egy szűk réteg alkalmazott. Az is valószínűleg európai hatásra. A kalligráfia különféle növények és állatok stilizált megjelenítését tette lehetővé és így az iszlám heraldika formája is átalakult, noha úgy tűnik, hogy a mottók nem voltak örökletesek. Ez a művészet az Ottomán Birodalomban érte el a csúcspontját. A kalligráfusok az udvari dokumentumok elején feltüntették a szultán tugraját vagy szimbólumát. Az első ilyen jelkép Orhán (1326–1360) szultáné. Az ilyen tugrát a szultán életében állami jelképként használták, mely általában a szultán nevéből, apai nevéből és mottójából állt. Ezen feliratok idővel annyira elburjánzottak, hogy I. Szulejmán (1520–1566) szultán idején az állami jelképet a dekoráció mögött már alig lehetett felismerni. Ennek a szimbólumnak a fő szerepe az volt, hogy a szemlélő felismerhesse a jelképet anélkül is, hogy el tudta volna olvasni. Ez a gyakorlat akadályt jelentett a heraldika fejlődése számára.
Európában az első címerek a 12. század első felében jelentek meg. Mintegy 150 évvel később ezeket a hamahi (mai Hama) Ajjúbidák is átvették. Ekkor rövid idejű felvirágzásra került sor a címerhasználat terén, a jelképek gyors fejlődésével egyetemben. Körülbelül 1300 táján előfordultak egy jelképből álló címerek és 1400-ig bevezették a pajzsfőket és a pólyákat. Az 1400–1470 közti időszakban előfordultak három mezőjű címerek, mindegyik mezőben egy-egy címerábrával, majd 1470 és 1517 között írnokok és katonák már összetett címereket is használtak.
Az elterjedt nézetek szerint muszlim kézművesek Velencében is készítettek címerekkel díszített iszlám stílusú edényeket („velencei-szaracén” fémművesség). A heraldikai jelképekkel díszített Baptistére de Saint Louis vizsgálata szerint ezt az edényt a 14. század közepén Szíriában készítették egy európai megrendelő számára. Ezenkívül több keleten készített velencei-szaracén edény is tartalmaz heraldikai jelképeket. Ebből kitűnik, hogy az európai heraldika kapcsolata az iszlám kultúrával nem korlátozódott a hadviselésre.

## Az iszlám heraldika jellege
A jelképeket kulturális összefüggésükben kell vizsgálni. Különbséget kell tenni a címerszerű jelvények és a heraldika között. Heraldikai jelképekről akkor beszélhetünk, ha azok a hadviseléssel vannak kapcsolatban és örökletesek. Ahmad al-Qalqashandi, muszlim krónikaíró Subh al-Asha (Tanács a közhivatalnokoknak, 1412) című művében azt írja: „szokásban volt minden emírnél... kicsinél és nagynál, hogy saját választása és belátása szerinti külön jelképpel rendelkezzen… Ezen színes [jelképeket] házaik és más építményeik ajtói fölé helyezték… Színes öltözékükön, lótakarójuk anyagán és tevetakarójukon, hímzett és hasonló tárgyaikon, és néha még kardjukon, íjukon, lószerszámukon és más tárgyaikon is [használták].”
Jelképeiket tehát Európához hasonlóan nemcsak a fegyverzetükön használták. Számos pajzsforma fordul elő, melyek heraldikai
jelképeket tartalmaznak. Leggyakoribb a kerek pajzs. Máskor a címert geometrikus alakzatokra helyezik, amelyek nem felelnek meg egyetlen pajzsformának sem, máskor egyszerűen az adott tárgyra helyezik azt.
A hiányos forrásanyag következtében a címerek örökletességét illetően csak annyi állapítható meg, hogy egyes jelképeket több férfiági nemzedék is használt. Ugyanakkor az ajjúbida, majd a mameluk társadalom (ahol a címerszerű jelképek használata az emírek előjoga volt) nem támogatta, hogy a fiúk az apjuk nyomdokaiba lépjenek. Az emírek (a katonai vezetők) fiai általában vallási-közigazgatási oktatásban részesültek. Míg tehát Európában a címerek egy széles réteg jelképei lettek, ugyanez nem történt meg keleten. Ismereteink szerint címereket itt csak a szultán és az emírek használtak. Abu'l Fida', arab történetíró leírta, hogy 1284-ben Kalavun, egyiptomi mameluk szultán miként iktatta be unokatestvérét, al-Muzaffar Mahmudot Hamah uraként: „A szultán elküldte neki szultáni jelvényeit is, mely a szultán szalagjaival díszített zászlóból, aranynyergű lóból, sárga selyem lónyak-takaróból és lótakaróból állt”. Muzaffar és apja, Muhammad, akit 1284-ben követett a hivatalában, harántolt pajzsot viselt pajzsfővel. A történetíró is hasonló címert viselt, amikor őt Kalavun szultán fia 1320-ban ugyanabba a hivatalba helyezte.
Mindebből kitűnik, hogy a jelképeket (a korai korszakban) a szultán adományozta, de Ahmad al-Qalqashandi 1412-es beszámolója szerint ekkoriban már mindenki saját maga vette fel a jelképeit. Címeradományozásokra azonban továbbra is sor kerülhetett.
A rendelkezésre álló források szerint a legrégibb címerek egyetlen címerábrából álltak. Ezek közül néhány közvetlenül az európai heraldikából származik. Leggyakoribb a virág, változó sziromszámmal, mely a feltételezések szerint keletről nyugatra is eljutott. Megtalálható a liliom, a macskafélék (melyeket gyakran oroszlánnak vélnek, az egy- vagy kétfejű sasok, melyek azonban nem annyira gyakoriak, mint nyugaton. Gyakoriak a kupák; az író-dobozok (írószerekkel) alacsonyabb írnoki tisztséget jelképeznek, a régebbi címereken nem fordultak elő. Ez a címerkép gyakoribb, mint a fegyverviselő személyt jelképező kard (mely lehet kétpengéjű és teljesen rövid tőr is). Előfordul a fegyverviselőt jelképező íj, mely mellett nyílvesszők is feltűnhetnek. A kendő olyan ruhadarab, melyet a képi ábrázolásokon a rombuszalakzat takar. Az iszlám asztalok általában köralakúak, melyek az étekfogó tisztségét jelölhetik. A pólóütők a pólómester funkciójának felelnek meg, mely udvari tisztség volt; a későbbi címereken ez az ábra nem jelenik meg. A tárcsa- vagy sátor alakú kúpos alakzat a nyeregnek felel meg. A „szarvak” mindig párosan fordulnak elő és üregesnek tűnnek. Korábban bőségszarunak tartották, mely Bizáncból származik; újabban nadrágnak vélik, mely tisztséget jelöl, mások valóban szarvnak tekintik. A félhold gyakran fordul elő más címerábrákkal, mint kendővel és karddal. Egyes vélemények szerint ez valójában patkó volt, mely a lovászmesteri tisztséget jelöli. A félhold a Szászánida dinasztia (Kr. u. 250-650) alatt általános jelkép volt. A művészetben a csillaghithez kapcsolódik és a csillagokkal együtt gyakran látható a pénzeken. A korai iszlám pénzeken nyilvánvalóan az iszlám előtti hitvilágot követi. Mivel az asztronómia szorosan kapcsolódott a matematikához és a kalendáriumhoz, az is elképzelhető, hogy évszázadokkal később is hasonló jelentése volt.
Egyes ábrázolások arra engednek következtetni, hogy ezen címerképeket nyugati érmékről vették. Az oroszlánt szinte mindig járó helyzetben ábrázolják; az egyik első lába (általában a jobb) fel van emelve a farka pedig a háta fölé tekeredik. A címerábrákat csak sematikusan rajzolják meg, hogy megkerüljék az élőlények ábrázolásának tilalmát.
A mamelukok nomád hagyományait a tamgák fejezik ki. Ezek törzsi jelvények és egyben az állatok billogozására használt jelképek voltak. Több középkori európai szerző (mint az 1100 körüli Roland ének, a valamivel későbbi Chanson des Chétifs, a Chanson de Jérusalem, mely hatással volt a késő 13. századi Galiens li Restorés-re, továbbá Ambroise [1191–96], Joinville) ezen tamgákat a muzulmán hadsereg leírásakor figurális alakként írta le.
A középkori európai heraldikához hasonlóan a színeknek inkább a jelentése lehetett a fontosabb, mint a minta, ahogy el voltak rendezve. Úgy tűnik, hogy nem vették figyelembe az európai színtörvényt, mely szerint fémre
fém és színre szín nem helyezhető, mivel a jelképek fő szempontja architekturális volt. A csempék, textilek és más ábrázolások ragyogó színei alapján úgy tűnik, hogy a címerek is élénk színezésűek voltak. A kerámiák megőriztek bizonyos színeket és ezek szerint a főbb színek a fehér, sárga, vörös, zöld, kék, barna és fekete voltak. A színeknek különféle árnyalatai is lehettek.

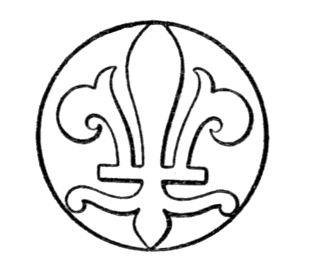
Liliom